# جايمس هايد
جايمس هايد (بالإنجليزية: James Hyde)‏ هو عارض وممثل أمريكي، ولد في 9 أكتوبر 1962 في الولايات المتحدة.

## أعمال

### مسلسلات
- التحقيق في موقع الجريمة
- عالم آخر

## وصلات خارجية
- جايمس هايد على موقع IMDb (الإنجليزية)
- جايمس هايد على موقع ألو سيني (الفرنسية)
- جايمس هايد على موقع قاعدة بيانات الفيلم (الإنجليزية)
- جايمس هايد على موقع كينوبويسك (الروسية)
- جايمس هايد على موقع كينوبويسك (الروسية)